# Cléopâtre (épouse de Philippe II)
Pour les articles homonymes, voir Cléopâtre.
Cléopâtre, assassinée en 336 av. J.-C., est la nièce, ou la sœur, du chancelier et général de Philippe II, Attale. Elle épouse le roi de Macédoine en 337.

## Biographie
Le mariage avec Philippe II fait d'elle sa septième épouse et renforce la position d'Attale qui ne cache pas au cours d'un banquet qu'à ses yeux les enfants à naître de cette union seront les seuls légitimes. La dispute faisant suite à cette déclaration entraîne l'exil provisoire d'Alexandre et de sa mère Olympias.
Il semble que Philippe souhaite un troisième fils car son fils aîné, Arrhidée est mentalement déficient, et Alexandre, son successeur officiel, est bien seul. Vers 336 av. J.-C., Cléopâtre donne le jour à une fille prénommée Europa ou, selon les sources, à un fils. L'assassinat de Philippe en 336 et l'avènement d'Alexandre entraînent leur perte. Olympias, semble-t-il en l'absence d'Alexandre parti guerroyer contre des tribus du nord mais sans que celui-ci condamne son geste, fait assassiner Cléopâtre et son enfant. Cléopâtre est contrainte de se pendre après avoir vu son enfant égorgé dans ses bras.